# 森德蘭 (馬里蘭州)
森德蘭（英語：Sunderland）是位於美國馬里蘭州卡爾弗特縣的一個非建制地區。

## 地理
森德蘭所處的海拔為高於海平面52米（即171英呎），而該地所採用的時區為UTC-5，即北美东部時區（EST）。同時該地設有夏令時間，為UTC-5調快一小時，即UTC-4（EDT）。